# Jacobus van der Toorn

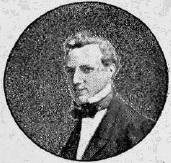
Jacob van der Toorn

Jacobus van der Toorn (Den Haag 7 augustus 1828 - Middelburg 25 februari 1888) was een Nederlands waterbouwkundig ingenieur, werkzaam bij de waterstaat als hoofdingenieur voor de Grote Rivieren in Den Haag, met Cornelis Lely als assistent. De Zuiderzeevereeniging vroeg hem in 1886 om het technisch bureau van deze vereniging te leiden.

## Opleiding en eerste werkkring
Zijn vader (Adam van der Toorn), net als zijn broer Adam, waren ijker. In 1843 werd zijn vader leraar in het ijkwezen aan de Koninklijke Akademie te Delft. Jacob begon daar in 1844 zijn studie voor ingenieur. Na voltooiing van de opleiding in 1849 (hij had door ziekte een jaar verloren). Maar omdat hij niet voor de waterstaat was ‘gedesigneerd' zoals een van zijn studiegenoten, kon hij niet bij de waterstaat in dienst komen. Toen er in aanvang van 1853 een vergelijkend examen voor enige plaatsen bij de waterstaat plaats vond, was die studiegenoot wel al in het korps opgenomen. Bij dat vergelijkend examen kreeg hij rang no. 2, zodat hij onmiddellijk met ingang van 1 juli 1853 aspirant-ingenieur werd, terwijl de nos. 3-6 tot surnumerair benoemd werden. Hij was enige maanden te Gorinchem werkzaam, en werd met 15 oktober 1853 belast met een deel van de ingenieurstaken in het arrondissement 's Gravenhage, dit vanwege de slechte gezondheid van de ingenieur in Den Haag, die daardoor niet kon reizen. Met ingang van 1 oktober 1854 werd hij aan de inspecteur Ferrand te Arnhem toegevoegd, en op 1 juli 1856 werd hij arrondissementsingenieur in Deventer. Twee jaar later werd hij naar Leeuwarden overgeplaatst, waar hij eerst een jaar met het oostelijk, vervolgens een jaar met het westelijk arrondissement van Friesland belast was.

## Nijmegen, Gorinchem en Overijssel

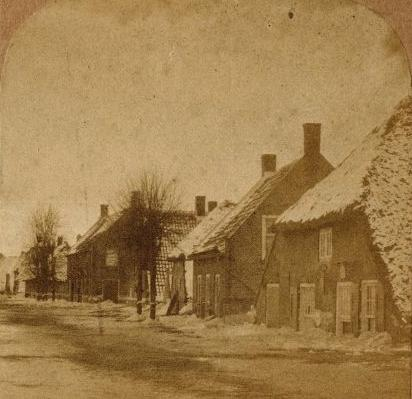
De overstroming in Ammerzoden 1861

Op 1 april 1860 werd hij arrondissementsingenieur in het belangrijke arrondissement Nijmegen dat een groot deel van de Rijntakken en de IJssel omvatte, en bovendien de hele Betuwe. In 1861 waren er overstromingen in de Bommelerwaard boven en beneden de Meidijk, waar Van der Toorn het nodige werk aan had. Koning Willem III bezocht het rampgebied, en er moest wat gebeuren. Via het Koninklijk Instituut van Ingenieurs schreef de koning een prijsvraag uit om tot een goed ontwerp voor vluchtheuvels te komen waar de bevolking naar toe kon in geval van een overstroming. Van der Toorn kwam met een prijswinnend ontwerp (1861). Daarnaast was deze overstroming aanleiding om kritisch te kijken naar de afvoer van de Maas. Dit leidde uiteindelijk tot de aanleg van de Bergsche Maas in 1904.

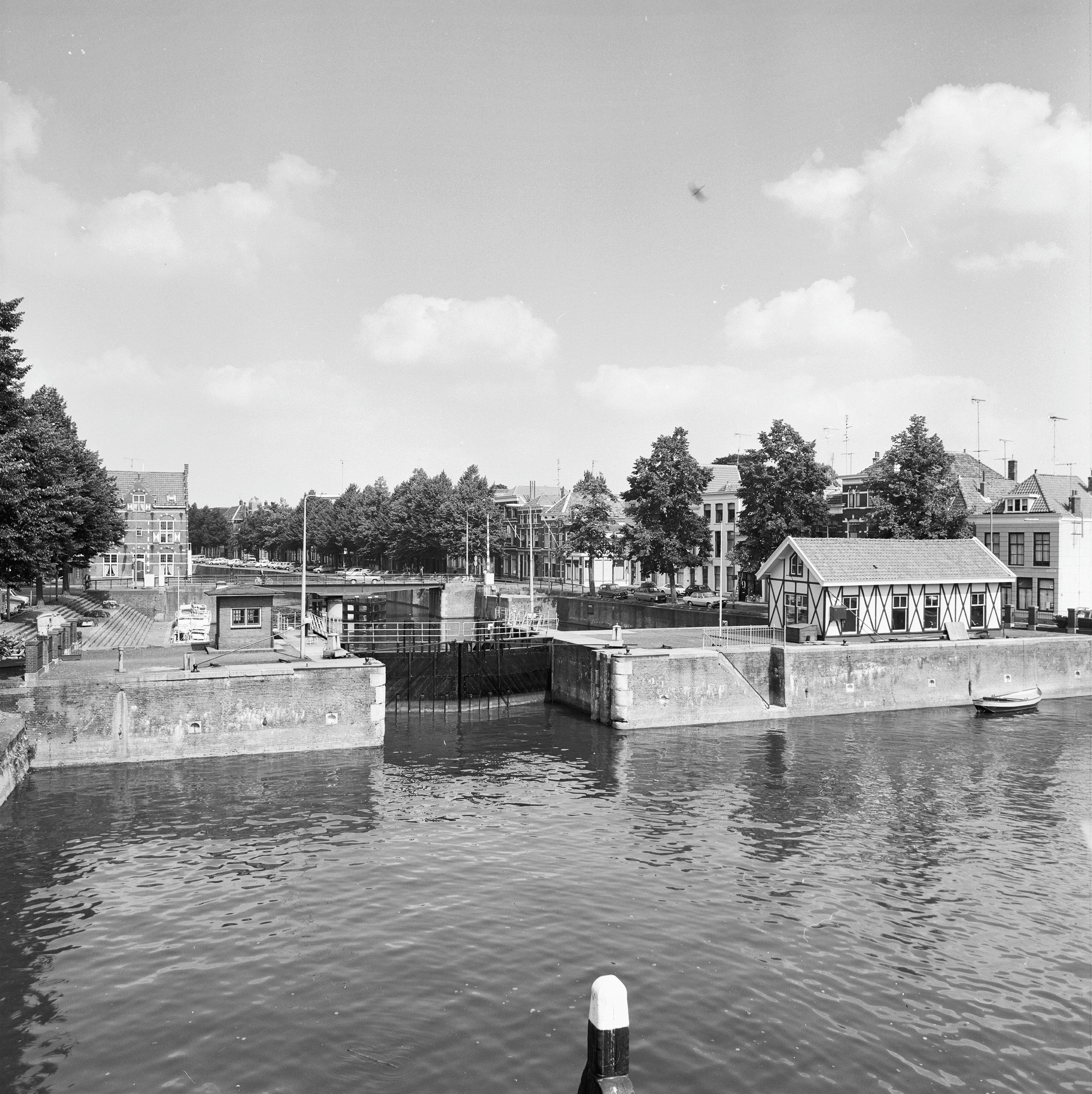
Derde waterkering in Lingehaven - Gorinchem

In 1870 werd hij overgeplaatst naar Kampen en in 1870 naar Gorinchem. Hier kon hij zijn kennis op het gebied van de rivierkunde goed gebruiken. Onder zijn toezicht is in Gorinchem in 1872/73 de Derde Waterkering gebouwd.
In 1874 is hij overgeplaatst naar Overijssel. In deze periode begon hij, samen met de Delftse hoogleraren Henket en Steuerwald aan de herziening van het boek van Storm Buijsing over de waterbouwkunde, maar hij liet het meeste werk hiervoor door Lely doen. Overigens heeft hij zich na het overlijden van Stieltjes, die ook zou meeschrijven, uit dit project teruggetrokken. Dit leidde tot nogal wat commotie bij de intekenaars op dit boek, die vonden dat ze geen waar voor hun geld kregen.

## Grote Rivieren
Toen Rose in november 1878 hoofdingenieur in 's-Hertogenbosch werd, volgde Van der Toorn hem op als hoofdingenieur Grote Rivieren. Deze directie beheerde heel veel kleine, onbelangrijke rivieren en een paar heel erg belangaarwegverbetering.rijke rivieren (zoals de Waal en de Rijn). In zijn directie kon hij terugvallen op twee heel bekwame medewerkers, Cornelis Lely en Hugo Beijerman.
Door zijn werk slim te organiseren en veel over te laten aan Lely en Beijerman kon Van der Toorn veel reizen. Hij was niet zo diplomatiek en werd daarom niet vaak voor commissies gevraagd. Uit hoofde van zijn functie in Overijssel werd hij wel benoemd in de commissie die een advies moest geven over het Zwolse Diep. Deze commissie was een gevolg van de concessie aanvraag van Van Diggelen voor een verbetering van de vaarweg. Zijn goed inzicht in het gedrag van benedenrivieren blijkt uit wat in het in 1879 uitgebrachte rapport wordt gesteld. Een minderheid van 3 leden, waaronder Van der Toorn wilde de noorder leidam op zijn plaats laten en ophogen. Dat heeft het bezwaar, dat men dan bij tegenwind en tegenstroom het Zwolsche Diep niet kan binnen laveren, maar met het oog op de kosten (daar het gat zichzelf dan op diepte kon houden) ver de voorkeur verdient boven hetgeen de meerderheid (onder leiding van Rose en Hubrecht) wilde, het verwijden van de mond door verlegging van de noorder leidam. Uiteindelijk is er niets gedaan, men heeft het probleem door wat extra baggerwerk opgelost.
Daarna is hij nog twee keer in een ministeriële commissie benoemd:
- 1877 - Commissie ter beoordeeling van het in juni 1877 door Waldorp ontworpen plan voor een kanaal in nagenoeg rechte richting van Amsterdam naar Gorinchem;
- 1879 - Commissie tot onderzoek van een plan tot verbetering van de Keulse Vaart tot Utrecht en verder over Wijk bij Duurstede naar Tiel.

Het eerste plan werd door de commissie positief beoordeeld. Dit werd een onderdeel van de kanalenwet van minister Tak van Poortviet. Echter, dit wetsvoorstel werd in het parlement verworpen wat tot de val van het kabinet leidde. De tweede commissie die daarop werd ingesteld wilde de gehele bestaande vaarweg verruimen. Van der Toorn ontwierp toen een kanaal van Amsterdam over Kokkengen, ten westen Utrecht, verder langs Wijk bij Duurstede en Tiel, met een zijtak naar Gouda. Dit was een goed doordacht plan dat ook in het belang van de scheepvaart Amsterdam - Rotterdam was. Het ontwerp werd van rijkswege gepubliceerd. Door allerlei redenen nam de nieuwe minister (Klerck) dit plan niet over.
In de winter van 1881 was hij belast met de ijsopruiming in de rivieren. Maar hier liep hij bronchitis op. Hierdoor was hij twee maanden erg ziek, en was pas na een half jaar weer hersteld.
Later in 1881 werd de Waterstaat weer gereorganiseerd en werden de rivieren gesplitst in twee districten, waardoor de werkdruk voor Van der Toorn aanzienlijk verminderde. Maar hij dan niet meer de twee bureau-ingenieurs. Hij bleef hoofdingenieur in het 1e rivierdistrict tot 1886.

## De Zuiderzee vereniging
De volgende minister van Waterstaat, Van den Bergh, reorganiseerde weer; de rivieren zouden weer onder één hoofdingenieur gaan vallen, en Van der Toorn zou daarom naar Friesland overgeplaatst worden. Maar voor dat gebeurde vroeg zijn vriend Van Diggelen hem om hoofdingenieur van de vereniging te worden. Van der Toorn eiste, en kreeg een jaarsalaris van ƒ 7000,--. Hij regelde dat zijn vroegere medewerker Lely, die toen juist buiten betrekking was, als ingenieur aan die vereniging verbonden werd. Alhoewel Van der Toorn formeel de technische leiding had bij de vereniging werd al het werk door Lely gedaan. Op 1 november 1886 ging het onderzoek officieel van start. Pogingen van de Zuiderzeevereeniging om het onderzoek, waarvoor Van der Toorn in totaal ruim 100.000 gulden nodig achtte, gefinancierd te krijgen, verliepen moeizaam. Op een waarborgfonds van 30.000 gulden werd slechts voor 13.850 gulden ingetekend. Subsidieverzoeken bij gemeenten en provincies leverden onvoldoende op. Slechts dankzij een geldlening van 30.000 gulden, voorschotten uit een tweede waarborgfonds en de lagere kosten kon het onderzoek van het technisch bureau van de Zuiderzeevereeniging in 1891 worden voltooid.
Een tussentijds verslag van 1887 is uitgebreid besproken door het Koninklijk Instituut van Ingenieurs in juni 1887. In deze bespreking was veel inbreng van Van der Toorn en van Lely.
Een van de financiële meevallers was het vroegtijdig vertrek van Van der Toorn per 1 november 1887, omdat hij een overstapte naar de functie van hoofdingenieur bij de Waterstaat In Middelburg. Maar na een paar maanden werd hij ziek en overleed spoedig daarna.
Hij zag dat dit geen goede basis voor samenwerking was, en omdat er bij de Waterstaat een vacature was verzocht hij om weer bij de Waterstaat in dienst te komen. Hij werd met ingang van 1 oktober 1887 geplaatst in Zeeland.

## Privé
Hij huwde op 8 Juli 1858 in Olst jkvr. Louise Teding van Berkhout, bij wie hij een zoon, zeeofficier, en drie dochters had. Hij is Middelburg overleden, maar is begraven op 29 februari 1888 op de begraafplaats (oud) Eykenduin in Den Haag.
In 1872 werd van der Toorn lid van het Provinciaal Utrechts Genootschap van Kunsten en Wetenschappen. Hij was ridder in de orde van de Nederlandse Leeuw, ook was hij commandeur in de Koninklijke Orde van Cambodja.
- Biografisch Portaal: 79056405